# Союз немецких филателистов

Почтовая марка, посвящённая 50-летию Союза немецких филателистов, 1996 г.

Союз немецких филателистов (нем. Bund Deutscher Philatelisten e. V., BDPh, БДФ) — зонтичная организация обществ и кружков филателистов Германии. Это объединение, базирующееся в Бонне, издаёт журнал «Филателие» для 19 тысяч своих членов (по состоянию на 2025 год).

## История
Предшествующее объединение, «Имперский союз филателистов» (нем. Reichsbund der Philatelisten), было преобразовано нацистами в организацию «Сила через радость». После Второй мировой войны 26 октября 1946 года в британской зоне оккупации был создан Союз немецких филателистов (нем. Bund Deutscher Philatelisten). Некоммерческая организация «Союз немецких филателистов» (Bund Deutscher Philatelisten e.V.), существующая и по сей день, была учреждена 1 октября 1949 года в Мюнхене как общее объединение филателистических обществ трёх западных зон оккупации.
В июне 1952 года Союз немецких филателистов был принят в «Международную федерацию филателии» (FIP) в Утрехте.
После объединения Германии Союз немецких филателистов объединился с партнерскими объединениями ГДР. С 1998 года Союз немецких филателистов базируется в Бонне.
Союз немецких филателистов присуждает многочисленные награды и призы, среди которых литературная награда «Медаль Калькхоффа» (Kalckhoff-Medaille), которая вручается с 1950 года.

## Президенты Союза немецких филателистов

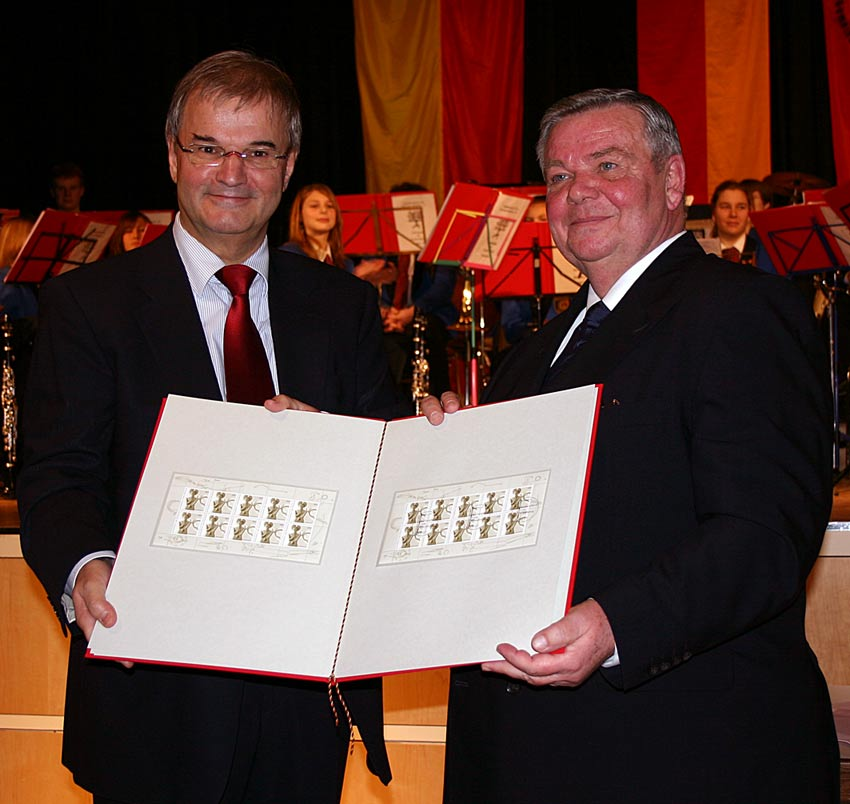
Государственный секретарь Карл Диллер (слева) вручает тогдашнему президенту БДФ Дитеру Хартигу (справа) «красный альбом» с первыми оттисками новых почтовых марок

1. 1949—1967 Герман Денингер (Hermann Deninger)
2. 1968—1973 Вильгельм Келер (Wilhelm Kähler)
3. 1973—1991 Гейнц Егер (Heinz Jaeger)
4. 1991—2001 Михаэль Адлер (Michael Adler)
5. 2001—2013 Дитер Хартиг (Dieter Hartig)
6. 2013—2017 Уве Деккер (Uwe Decker)
7. с 2017 года Альфред Шмидт (Alfred Schmidt)

## Численность членов БДФ
Численность членов БДФ резко сокращается уже несколько лет:
- 1996: около 53 000 членов БДФ в 1 250 клубах и кружках.[4]
- 2008: около 60 000 членов БДФ в 1 400 клубах и кружках.
- 2013: 45 271 член БДФ[5] в 1 250 клубах и кружках.
- 2014: около 39 000 членов БДФ в 1 200 клубах и кружках.
- 2020: около 22 000 членов БДФ в 760 клубах и кружках.
- 2025: около 19 000 членов БДФ в 600 клубах и 115 кружках.[6]

## Журнал БДФ
Члены Союза немецких филателистов получают ежемесячный журнал «Филателие», журнал Cоюза немецких филателистов. Первый номер журнала вышел 5 мая 1948 года под названием «Bundesnachrichten» (BN). Соврменное название журнала — нем. «philatelie» существует с 1974 года.
Журнал удостоен Гран-при 2002 года как лучший филателистический журнал Европы и рекомендован Международной ассоциацией филателистических журналистов.

## Коллективные члены БДФ
Союз немецких филателистов имеет федеральную структуру и состоит из 13 коллективных членов, 11 из которых являются географическими региональными обществами, но территориально лишь частично соответствуют федеральным землям: (по состоянию на 31 декабря 2017 г.)
| Земельное общество | Юрисдикция                                                                                     | Членов БДФ на 2013 г. |  |
| --- | ---------------------------------------------------------------------------------------------- | --------------------- |  |
| Некоммерческая организация «Союз обществ филателистов земли Бавария» (Landesverband Bayerischer Philatelisten-Vereine e. V.)                                           | Бавария (кроме района Ашаффенбург)                                                             | 2850                  |  |
| Некоммерческая организация «Союз обществ филателистов Гессена, Рейна-Майн-Наэ» (Verband der Philatelisten-Vereine von Hessen, Rhein-Main-Nahe e. V.)                   | Гессен, Рейнгессен, район Ашаффенбург (Бавария)                                                | 1650                  |  |
| Некоммерческая организация «Общество филателистов Северной Германии» (Philatelistenverband Norddeutschland e. V.)                                                      | Гамбург, Шлезвиг-Гольштейн, прилегающие районы Нижней Саксонии и Мекленбург-Передней Померании | 2250                  |  |
| Некоммерческая организация «Союз обществ коллекционеров почтовых марок земли Саар» (Landesverband der Briefmarkensammler des Saarlandes e. V.)                         | Саар                                                                                           | 300                   |  |
| Некоммерческая организация «Союз обществ коллекционеров почтовых марок земель Юго-Западной Германии» (Landesverband Südwestdeutscher Briefmarkensammler-Vereine e. V.) | Баден-Вюртемберг, Пфальц                                                                       | 3400                  |  |
| Некоммерческая организация «Союз филателистов земли Тюрингия» (Landesverband Thüringer Philatelisten e. V.)                                                            | Тюрингия                                                                                       | 400                   |  |
| Некоммерческая организация «Союз филателистов Запада» (Verband der Philatelisten West e. V.)                                                                           | Северный Рейн-Вестфалия                                                                        | 3700                  |  |
| Некоммерческая организация «Союз филателистов Северо-Востока» (Philatelisten-Verband Nord-Ost e. V.)                                                                   | Мекленбург-Западная Померания, Берлин, Бранденбург, Саксония-Анхальт, Саксония                 | 1850                  |  |

1 января 2025 года «Союз обществ филателистов Нижней Саксонии» и «Союз филателистов Северо-Западной Германии Эльба-Везер-Эмс» объединились в «Союз филателистов Северной Германии».
«Союз филателистов земли Мекленбург-Передняя Померания» принял решение о самороспуске 31 декабря 2015 года. Клубы-коллективные члены перешли в Союз филателистов земли Берлин-Бранденбург или Северной Германии, а с 2018 года — в «Союз филателистов Северо-Востока».
Союзы филателистов земли Саксонии (31 декабря 2016 или 2017?) и Саксонии-Анхальт (31 декабря 2017) распались. Их коллективные члены по своему желанию присоединились к союзам земель Тюрингии и Берлина-Бранденбурга. Кроме Союза филателистов земли Тюрингия, с 2018 года все коллективные члены перешли в новый Союз филателистов Северо-Востока.
Было рекомендовано присоединиться к Союзу Берлина-Бранденбурга, поскольку это региональное объединение должно было быть преобразовано в Союз филателистов Восточной Германии для пяти новых федеральных земель на заседании регионального объединения в 2019 году. Поскольку 2018 год прошёл безрезультатно, а Союз филателистов земли Тюрингии сохранил свою независимость, несколько клубов присоединились к нему. В 2025 году Союз филателистов земли Берлин-Бранденбург вошёл в состав нового Союза филателистов Северо-Востока.
Союз кружков филателистов (Verband Philatelistischer Arbeitsgemeinschaften, VPhA) состоял из 33 кружков филателистов. Эти кружки специализировались в конкретных областях коллекционирования. Союз был ликвидирован в 2024 году. Другие кружки, не являвшиеся членами VPhA, признаны Союзом немецких филателистов; в настоящее время их насчитывается около 115.
Шестнадцатым объединением является общенациональная «Немецкая филателистическая молодёжь» (Deutsche Philatelisten-Jugend, DPhJ), которая, в свою очередь, состоит из региональных групп («Landesringe»). Коллективный член БДФ ассоциация «Молодые друзья почтовой марки Гессена» (Junge Briefmarkenfreunde Hessen) решила выйти из DPhJ в 2013 году. Количество членов «Немецкой филателистической молодёжи» (2013): 3726 человек.
Коллективные члены БДФ состоят из клубов, объединяя их проблемы и интересы. Существуют также прямые члены БДФ (2013: 182), которые входят в БДФ вне структуры клубов и союзов. Они находятся под централизованным управлением Союза немецких филателистов.

## Кружки
Рабочие или исследовательские кружки и тематические группы — это региональные, национальные или международные объединения филателистов, специализирующихся в какой-либо определённой области филателии:
- Традиционная филателия
  - например:

НКО «Кружок коллекционеров почтовых марок Японии» при НКО «БДФ» (Arbeitsgemeinschaft Japan e. V. im BDPh e. V.),
НКО «Кружок коллекционеров почтовых марок Турн-и-Таксиса» при НКО «БДФ» (Arbeitsgemeinschaft Thurn und Taxis e. V. im BDPh e. V.),
НКО «Кружок коллекционеров почтовых марок Франции» при НКО «БДФ» (Arbeitsgemeinschaft Frankreich e. V. im BDPh)
- История почты
  - например:

НКО "Федеральный кружок коллекционеров железнодорожной почты при НКО «БДФ» (Bundesarbeitsgemeinschaft Bahnpost im BDPh e. V.),
НКО «Исследовательская ассоциация „Германское единство“» (Forschungsgemeinschaft «Deutsche Einheit» e. V.),
- Тематическая или мотивная филателия
  - например:

НКО «Филателистический кружок по горному делу и наукам о Земле» (ArGe Bergbau und Geowissenschaften e. V.),
НКО «Филателистический кружок тематической филателии Баварии» (ArGe Thematische Philatelie Bayern e. V.),
НКО «Международный мотивный кружок по железнодорожной филателии» (Internationale Motivgruppe Eisenbahnwesen e. V., IME),
ИМОС — «Международный мотивный кружок по Олимпиадам и спорту при НКО „БДФ“ при Союзе кружков филателистов» (IMOS — Internationale Motivgruppen Olympiaden und Sport im BDPh e. V. im VPhA),
НКО «Международный мотивный кружок по бумаге и печати» (Internationale Motivgruppe Papier & Druck e. V.)
Большинство кружков филателистов учреждены как зарегистрированные ассоциации и регулярно выпускают журналы (циркуляры, информационные бюллетени), в которых публикуются результаты исследований. Кружки филателистов, например, поддерживают или финансируют исследовательские проекты. Некоторые из них также выпускают собственные каталоги и монографии. Помимо регулярных общих собраний, некоторые кружки филателистов также проводят обмен опытом и другие мероприятия, встречи и выставки.
Управление по исследованиям и литературе (Bundesstelle Forschung und Literatur) Союза немецких филателистов оказывает финансовую поддержку филателистическим кружкам в части исследовательской и публикационной деятельности.

### НКО «Филателистический кружок по автоматизации почты» при НКО БДФ
НКО «Филателистический кружок по автоматизации почты» (Arbeitsgemeinschaft Briefpostautomation e. V., ArGe BPA) при БДФ, основанная в 1968 году, изучает развитие почтовых технологий от зарождения механизации до автоматизации в почтовых отделениях по всему миру. Сфера интересов простирается от появления первых почтовых штемпелевальных машин примерно 150 лет назад до электронных сортировочных систем в почтовых центрах Deutsche Post и аналогичных систем по всему миру. Сюда входят струйное гашение, компьютерное франкирование и многое другое.

### НКО «Ассоциация по изучению почтовых штемпелей и франкотипов»
НКО «Ассоциация по изучению почтовых штемпелей и франкотипов» (Forschungsgemeinschaft Post- und Absenderfreistempel e. V.) — объединение филателистов и заинтересованных лиц, целью которого является исследование франкотипов в историческом, техническом, географическом, тематическом или краеведческом аспектах. Ассоциация была основана в Берлине в январе 1985 года. Помимо членов ассоциации из Германии, членами ассоциации являются и граждане других стран. Ассоциация поддерживает отношения с дружественными профильными объединениями филателистов в Германии и за рубежом.

## Филателистический комитет
По предложению тогдашнего президента Союза немецких филателистов д-ра Гейнца Егера Филателистический комитет (Consilium Philatelicum) был учреждён 14 марта 1986 года, с первоначальным составом из 14 человек, которые имели многолетний опыт и заслуги в немецкой филателии. Назначения производятся Исполнительным советом БДФ после консультации с Административным советом. Филателистический комитет представляет предложения и рекомендации Исполнительному совету БДФ, но в первую очередь исследует историю организованной филателии в Германии. Число членов комитета было значительно увеличено несколько лет назад, так что сегодня в Филателистический комитет могут быть назначены до 25 человек. Основными направлениями его деятельности являются серия публикаций, специальные выставки, организованные комитетом, и одно- или двухдневные симпозиумы по актуальным и интересным темам.